# Atlas (financiera)
Atlas fue una institución financiera chilena, famosa por sus créditos de consumo y por su conocido lema Alguien en quien confiar. Fue comprada en dos ocasiones: Citigroup (1999-2007) y Quiñenco (2008), hasta que, producto de la fusión entre el Banco de Chile y Citibank, se une con el Banco CrediChile creando un proceso de integración que juntos promocionaban créditos. Desde 2008 ésta se fusiona con Credichile creando El Nuevo Banco Credichile.

## Historia
Corporación Financiera Atlas S.A. fue fundada el 14 de marzo de 1975, iniciando actividades en agosto del mismo año. Se convirtió en una de las financieras más importantes del país junto con Financiera Fusa, Financiera Condell, Fintesa, entre otras, debido a que ofrecía los créditos bajo los estratos socioeconómicos medio y mediobajo (C2 y C3). En sus primeros años vivió una etapa de crecimiento sostenido, pasando de 3 sucursales en 1978 a 33 en 1984. Hacia 1981 contaba con 21 sucursales repartidas entre las regiones de Antofagasta y la Araucanía.
El 15 de marzo de 1999 Citibank adquirió el 100% de Financiera Atlas, disolviéndose dicha sociedad y continuando con la marca pero bajo la administración de Citibank. En ese año era la segunda financiera en ofrecer créditos de consumo y tarjetas de crédito. Ese mismo año se fusionó con la financiera Creser del Banco Internacional y en 2008 se une con CrediChile, por la fusión (Citibank-Banco de Chile), se crea "Atlas Banco de Chile" y hace un proceso de integración de ofrecer los créditos automotriz, hipotecario, etc. y en otras ocasiones promociones, pero en noviembre de ese año, éstas se fusionan y bajo su alero nace Banco Credichile.